# Beflubutamid
Beflubutamid ist eine chemische Verbindung aus der Gruppe der Carbonsäureamide. Es wird in der Landwirtschaft als Herbizid eingesetzt.

## Verwendung
Beflubutamid wird im Ackerbau eingesetzt, beim Anbau von Winterweichweizen, Wintergerste, Wintertriticale und Winterroggen. Diese Kulturpflanzen sollen vor einjährigen, dikotyledonen Unkräutern geschützt werden.

## Stereochemie
Allgemein betrachtet bilden chemische Verbindungen mit mindestens einem Stereozentren bis zu 2n Stereoisomere. Dabei ist n die Anzahl der Stereozentren. Beflubutamid weist ein Stereozentrum auf, bildet dementsprechend zwei Enantiomere. Verwendet wird das Racemat, also das 1:1-Gemisch aus der (S)- und (R)-Form:
| Enantiomere von Beflubutamid | Enantiomere von Beflubutamid |
| ---------------------------- | ---------------------------- |
| (S)-Beflubutamid             | (R)-Beflubutamid             |

## Wirkung
Die Wirkungsweise von Beflubutamid wird der HRAC-Gruppe F1 zugeordnet.
Die Herbizide der HRAC-Gruppe F1 beeinflussen in den Zielorganismen die Biosynthese von Carotinoiden.
Das molekulare Charakteristikum dieser Gruppe ist die Tetrafluorkohlenstoff-Phenyl-Teilstruktur.
Carotinoide haben eine wichtige Funktion in der Photosynthese. Sie dienen als akzessorische Pigmente. Fehlen diese Pigmente, sind die Lichtsammelkomplexe in den Chloroplasten, der Ort der Photosynthese, nicht mehr effektiv in der Lage, verschiedene Wellenlängen zu absorbieren, wodurch die Photosynthese abnimmt.
Neben der Funktion der Lichtabsorption dienen die Carotinoide in Früchten und Blüten auch als Farbstoffe. Des Weiteren haben Carotinoide die Eigenschaft, die photoinduzierte Bildung reaktiver Sauerstoffspezies entgegenzuwirken. Carotinoide schützen so das Chlorophyll, das für die grüne Farbe von Blättern sorgt, vor photooxidativer Zerstörung.
Beflubutamid hemmt in der Carotinoidbiosynthese das Enzym Phytoen-Desaturase (PDS). PDS katalysiert in der Biosynthese die Dehydrierung von Phytoen, welche erforderlich ist, damit in weiteren Reaktionsschritten die letztendliche Carotinoidsynthese stattfinden kann.
Bei Anwesenheit von Beflubutamid können Pflanzen die lebenswichtigen Carotinoide nicht mehr bilden. Dies führt zum Absterben des Organismus.
Durch die Abwesenheit der Carotinoide treten vermehrt reaktionsfreudige Sauerstoffverbindungen auf, die dafür sorgen, dass die Chlorophylle in der Pflanze oxidiert werden und die grüne Farbe abnimmt. Deswegen werden Herbizide, die die Carotinoidsynthese hemmen, auch als Bleichherbizide bezeichnet.

## Zulassung
Beflubutamid ist seit dem 1. Dezember 2007 in der EU zugelassen. Pflanzenschutzmittel mit diesem Wirkstoff sind in Österreich und Deutschland im Handel, nicht aber in der Schweiz.

## Mögliche Auswirkungen auf Säugetiere
Mögliche Folgen wurden durch Untersuchen an verschiedenen Tieren wie Mäusen oder Ratten überprüft. Dabei wurde den Tieren über kurze oder lange Zeiträume das Beflubutamid direkt in verschiedenen Konzentrationen verabreicht und mit Kontrollgruppen verglichen. Generell wurde eine Gewichtsabnahme beobachtet. Allerdings wurde vor allem als Langzeitfolge eine Gewichtszunahme in der Leber festgestellt, wobei bei Ratten zusätzlich selbiges für die Schilddrüse und Niere erkannt wurde. In der Studie wurde kein negativer Einfluss auf Sterblichkeit, Fertilität oder Kanzerogenität gefunden. Es wurden aber Folgen für Ratten der zweiten Generation beobachtet. So waren die Leber und Niere des Nachwuchses an Masse vergrößert und sie zeigten ein generelles langsameres Massenwachstum vor. Auch ist zu bemerken, dass Beflubutamid keine strukturellen Eigenschaften mit Carbamaten oder Organophosphaten teilt, weshalb es als ungefährlich im Bereich der Neurotoxizität eingestuft wurde.

## Zersetzung an Luft oder Erde
Beflubutamid hat einen sehr geringen Dampfdruck von 1,1·10-5 Pa bei 25 °C. Dies bedeutet, dass es bei Standardbedingungen nicht von selbst in die Gasphase übergehen wird. Es kann sich allerdings durch photochemische Oxidation mit einer Halbwertszeit von 3,5 Stunden zersetzen. Folglich wird sich das Herbizid über die Luft nur wenig, wenn überhaupt, in seiner Ursprungsform verteilen. In der Erde zersetzt sich Beflubutamid in Bfl-amid und Bfl-azid sowie weitere gebundene Rückstände und CO2. Hierbei ist zu bemerken, dass alle Abbauprodukte als ungefährlich eingestuft werden.

## Zersetzung in Wasser
Wasser stellt bei weitem die problematischste Umgebung für das Herbizid dar. Unter Wasser bei Standardbedingungen (25 °C, pH=5–9) zersetzt sich Beflubutamid fast gar nicht chemisch. Es kann immer noch photochemisch zersetzt werden, da aber mit steigender Wassertiefe die durchdringende Menge an Licht abnimmt, wird auch dieser Kanal für die Zersetzung in Wasser gehemmt. Dies kann direkte Folgen auf Algen haben, welche von Beflubutamid angegriffen werden können. Es kann an den Pflanzen zur Bioakkumulation kommen und die Algen so abtöten. Das hat wiederum Einfluss auf andere Spezien, die ebenfalls von Algen abhängig sind und kann eine Kettenreaktion an Problemen auslösen, weshalb der schädigende Effekt nicht unterschätzt werden sollte. Hierbei ist zu erwähnen, dass ab einer Wassertiefe von 200 m kein Licht mehr durch das Wasser dringen kann, aber auch keine Algen mehr wachsen. Wegen den schlechten Bedingungen für die Zersetzung mit steigender Wassertiefe können sich in tiefen Gewässern hohe Konzentrationen von Beflubutamid ansammeln.

## Handelsnamen
- BeFlex